# Perseo de Citio
Perseo de Citio (en griego, Περσαῖος; Citio, 307-306 a. C. – 243 a. C.) fue un filósofo griego discípulo de Zenón de Citio, que vivió en la casa de este.  Escritores posteriores escribieron que Perseo había sido esclavo de Zenón, quizá un amanuense enviado por Zenón al rey Antígono II Gónatas; pero el origen de esta historia parece ser debido a un comentario sarcástico sobre Perseo, debido a Bión de Borístenes, que viendo inscrito en una estatua de Perseo: "Perseo, pupilo de Zenón," se burló diciendo que debería decir: "Perseo, siervo de Zenón."
Es conocido que Antígono II Gónatas invitó a Zenón a su corte de Pela alrededor de 276 a. C. Zenón rehusó debido a su avanzada edad y envió a sus discípulos Perseo y Filónides de Tebas. Perseo se convirtió en una figura importante de la corte macedonia. Después de que Antígono capturase Corinto, sobre 244 a. C., le fue dado a Perseo el control de la ciudad, como arconte.
Perseo de Citio murió en 243 a. C., hallándose al frente de la guarnición macedonia que defendía la ciudad de Corinto durante el ataque de Arato de Sición, que la tomaría.